# Михайловский, Иосиф Александрович
Ио́сиф Алекса́ндрович Михайло́вский (1 февраля 1920, Харьков, — 26 февраля 1996, Тула) — советский хоровой дирижёр, композитор, музыкальный и общественный деятель, педагог. Заслуженный деятель искусств РСФСР (1967). Народный артист РСФСР (1988). Художественный руководитель и главный дирижёр Тульского государственного хора, руководитель Тульской областной филармонии.

## Биография
Родился в Харькове 1 февраля 1920 года. В 1930-х гг. отца перевели в Москву и Иосиф ходил в московскую школу и жил в районе, где на 286 тысяч жителей приходилось 56 библиотек и 16 ДК. Кроме учёбы в школе занимался музыкой и у известной пианистки Елены Бекман-Щербины. К 10-му классу за активное участие в самодеятельности его премировали поездкой в Ленинград.
Исаак Дунаевский, в восторге от игры Михайловского, подарил ему ноты с личным автографом и пожеланиями во что бы то ни стало заниматься музыкой. Он выполнит наказ, но вначале учёба в лётном военном училище им. М. Расковой в городе Энгельсе (1937—1940 гг.). Потом  он летает и занимается с хором лётчиков при Доме офицеров. К окончанию войны певческий коллектив получит высокое звание хора окружного значения.
С 1940 по 1945 гг. был лётчиком-инструктором, командиром звена. Выполнял работу по доставке оружия и боеприпасов партизанам на ночных бомбардировщиках. За всю войну подготовил 500 лётчиков-истребителей. Член КПСС с 1944 года.
В 1947 году поступил в Московскую государственную консерваторию имени П. И. Чайковского. По окончании, в 1952 году, молодой выпускник приехал в Тулу, где был назначен художественным руководителем и главным дирижёром Тульского государственного хора.
В период с 1957 года по октябрь 1993 года возглавлял Тульскую областную филармонию, являясь одновременно её художественным руководителем. 
В 1957 году Тульский государственный хор становится лауреатом Всесоюзного фестиваля в Москве.
Многие годы музыкант сотрудничал с выдающимися композиторами: Я. Френкелем, М. Фрадкиным, А. Эшпаем, А. Новиковым, В. Мурадели, А. Флярковским.
Как композитор, И. А. Михайловский написал целый ряд крупных вокальных произведений для хора: «Народ-герой», «Октябрь» — на слова Ю. Щелокова, сюиту «Земля Тульская» — на слова В. Лазарева. Написаны и многочисленные песни о городе Туле и его тружениках на стихи Л. Кондырева, В. Лазарева, В. Ходулина: «Зареченский вальс», «Первый снег», «Листопад» и другие. Песня «Зареченский вальс» стала поистине своеобразным лирическим «гимном» нашего города. Много песен И.А. Михайловским написано и на стихи Расула Гамзатова.
В 1967 году ему было присвоено почётное звание заслуженного деятеля искусств РСФСР, а в 1988 году — народного артиста России.
Умер  26 февраля 1996 года, похоронен в Туле.

## Память
- За выдающиеся заслуги в деле музыкального просветительства и в связи с 80-летием со дня рождения в феврале 2000 года Тульской областной филармонии было присвоено имя И.А. Михайловского[1].
- За большие заслуги по эстетическому воспитанию жителей города Тулы, огромный личный вклад в развитие и пропаганду советской музыки и песни, активное участие в общественно-политической жизни города присвоено звание «Почётный гражданин города-героя Тулы».

## Публикации
- Вам Чайковского или Жванецкого? : Тул. филармония : начало сезона. Проблемы : беседа с дир. филармонии // Коммунар. - 1991. - 10 окт.
- Воспитание прекрасным / И. Михайловский // Коммунар. - 1980. - 12 дек. (Сменная с.).
- Об эстет. воспитании детей и организации детской филармонии в Тул. обл. филармонии.
- Вот и опера своя : [беседа с художеств. руководителем тул. оперной студии] / вел Э. Коротков // Тула вечерняя. - 1995. - 6 окт.
- О создании в Туле оперной студии, о первом спектакле - опере П.И. Чайковского «Евгений Онегин».
- Журавли Яна Френкеля / записал А. Акимов // Тула вечерняя. - 1995. - 7 июня.
- Воспомин. бывш. художеств. рук. Тул. гос. хора о своих встречах с композитором Я. Френкелем.
- И все-таки музыка! : беседа с нар. арт. РСФСР И.А. Михайловским / вел Э. Коротков // Коммунар. - 1990. - 28 янв.
- «Ну какой из меня летчик?!» : [беседа с руководителем Тул. гос. хора] / вела В. Петрякова // Коммунар. - 1994. - 26 февр.
- Приглашение к музыке / И. Михайловский // Коммунар. - 1971. - 13 июля. (о работе выездных бригад муз.-лит. лектория Тул. обл. филармонии).